# Summerfield-Kriterium

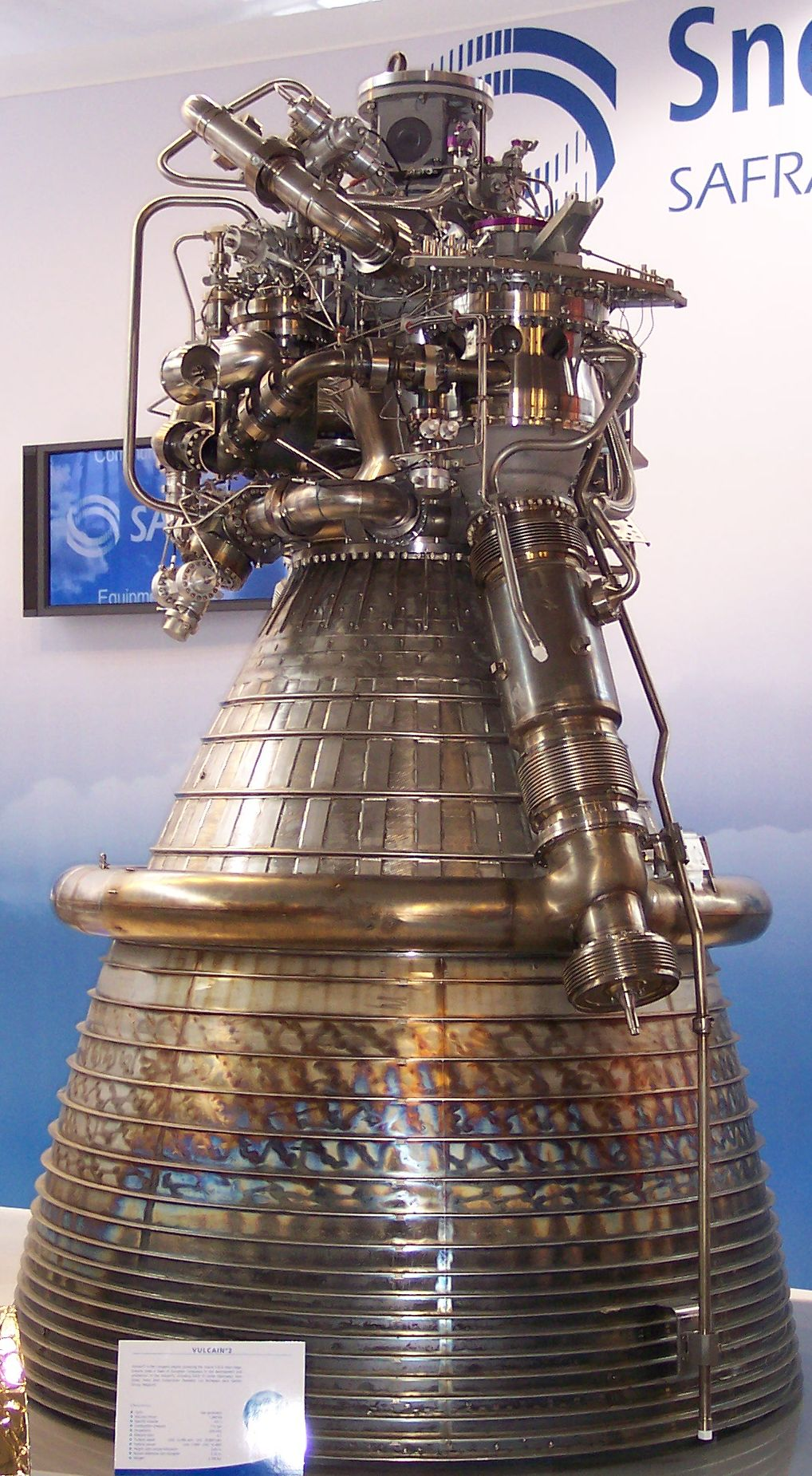
Vulcain-2-Triebwerk einer Ariane 5

Strömungsabriss in einer Düse

Das Summerfield-Kriterium, benannt nach dem US-amerikanischen Raketenforscher Martin Summerfield, macht eine Aussage über die maximal zulässige Expansion einer Düse.

## Grundlegendes
Will man eine Strömung dichtestoßfrei auf Überschallgeschwindigkeit bringen, so muss man sie über eine Lavaldüse expandieren (zu sehen am hier abgebildeten Vulcain-2-Triebwerk). Ausgehend von einem engsten Querschnitt, dem sogenannten kritischen Querschnitt, bei dem die Strömungsgeschwindigkeit Ma = 1 beträgt, wird der Querschnitt der Düse nun über die Bedingung {\displaystyle {\frac {dA}{A}}=(Ma^{2}-1){\frac {dw}{w}}} erweitert. Hierbei sind {\displaystyle {\frac {dA}{A}}} die Querschnittsänderung {\displaystyle {\frac {dw}{w}}} die Geschwindigkeitsänderung und Ma die Machzahl. Dies funktioniert nur auf Kosten der sinkenden Temperatur.

## Das Summerfield-Kriterium
Nach dem Summerfield-Kriterium tritt Strömungsablösung an einer Düse bei einem Druckverhältnis von
{\displaystyle {p_{\mathrm {e} } \over p_{\mathrm {a} }}} ≈ 0,25 bis 0,4 auf.
Hierbei sind {\displaystyle p_{\mathrm {e} }} der Druck am Düsenaustritt (exit) und {\displaystyle p_{\mathrm {a} }} der Umgebungsdruck (ambient) der Düse.
Anschaulich lässt sich das Phänomen so erklären, dass bei der Beschleunigung des Fluids in der Düse der Druck immer weiter abfällt. Fällt der Druck unter den gegebenen Wert des Summerfield-Kriteriums, so „drückt“ der höhere Umgebungsdruck den Düsenstrahl soweit ein, dass dieser von der Düsenwand ablöst. Dieses tritt meistens sofort beim Start ein, da der Umgebungsdruck da am höchsten ist.

## Beispiel
Auf Meereshöhe beträgt der Umgebungsdruck {\displaystyle p_{\mathrm {a} }} 1 bar. Nach dem Summerfield-Kriterium lässt sich aus dem Druckverhältnis von 0,25 ein minimaler Druck am Düsenquerschnitt von 0,25 bar berechnen. Aus den Isentropenbeziehungen lassen sich nun bei gegebenem Brennkammerdruck {\displaystyle p_{\mathrm {0} }} die Machzahl am Austrittsquerschnitt und der gesamte Austrittszustand berechnen.

## Konsequenzen
Löst die Strömung über der Düse ab, so geschieht dies an nicht vorhersehbaren Stellen aufgrund minimaler Druckschwankungen. Die Ablösung erfolgt jedoch in jedem Fall asymmetrisch und somit entstehen Momente infolge unterschiedlich starker Impulsströme über den Düsenaustritt. Diese Momente können das Triebwerk beschädigen und im schlimmsten Fall zum Verlust des Trägersystems führen.